# Сава (Болгария)
Сава (болг. Сава) — село в Болгарии. Находится в Варненской области, входит в общину Дылгопол. Население составляет 263 человека.

## Политическая ситуация
В местном кметстве Сава, в состав которого входит Сава, должность кмета (старосты) исполняет Таня  Николова Тодорова (Граждане за европейское развитие Болгарии (ГЕРБ)) по результатам выборов правления кметства.
Кмет (мэр) общины Дылгопол —  Светлё Христов Якимов (Движение за права и свободы (ДПС)) по результатам выборов в правление общины.